# Сандбординг
Сандбординг (англ. Sand — пісок і англ. board — дошка) — вид спорту, що полягає в їзді на сноуборді по піщаним дюнам, барханах або насипах в кар'єрах замість снігових гір. Має відносне поширення в тих країнах, де є в наявності пустельні піщані райони або ж прибережні зони з піщаними дюнами.
Як і в сноуборді, деякі спортсмени прив'язують свої ноги до дощок, на яких катаються, за допомогою спеціальних ремінців, але дехто вважає що без кріплень краще.

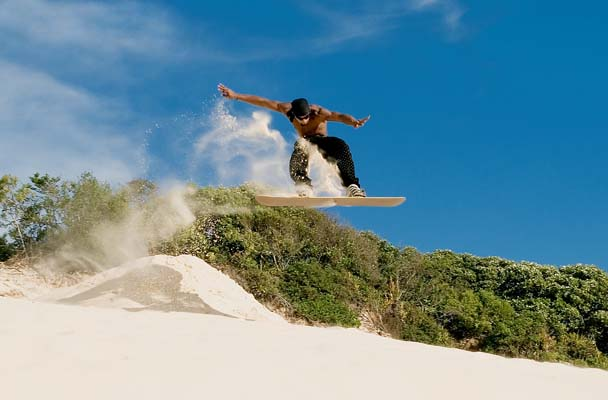

Сам по собі сандбординг поширений в набагато менших масштабах, ніж сноубординг, оскільки виготовити і встановити гірськолижний підйомник, який міг би успішно працювати в умовах піщаних дюн, досить важко. З цих причин спортсмени або піднімаються на дюни для подальшого катання пішки, або використовують для цього будь-які транспортні засоби — наприклад, багі або всюдиходи. З іншого боку, на піщаних дюнах можна кататися протягом всього року, тоді як зі сніжних схилів — тільки протягом певного сезону.
Хоча дошки для сноубордингу теоретично можуть використовуватися і для сандбординга, для даного виду спорту, як правило, виготовляють особливі, куди міцніші дошки. Дошки для катання з не дуже великих і крутих дюн роблять зазвичай з відходів деревини листяних порід і роблять їх поверхню гладкою за допомогою воску та парафіну, тоді як професійні дошки виготовляються з хорошої деревини, скловолокна і композитного пластика. Офіційний світовий рекорд швидкості, досягнутий на дошці для сандбординга, зафіксований в Книзі рекордів Гіннесса, становить 82 км/год, неофіційний — 97 км/год.
Сандбординг має відносно широке поширення в Австралії, Єгипті (іноді вважається, що в цій країні він вперше зародився), ОАЕ та інших країнах Аравійського полуострова, а також, в менших масштабах, в Ірані і прибережних районах Бразилії та Намібії і ряді інших місць.